# The Only Way Is Essex
The Only Way Is Essex (conocido también como TOWIE en su abreviación) es un programa de telerrealidad británico con sede en Brentwood, Essex, Inglaterra. Documenta a un grupo de personas residentes en Essex en situaciones de la vida real pero modificadas de forma estructurada. Originalmente se transmitía en ITV2 hasta octubre de 2014 cuando el programa fue trasladado a  ITVBe hasta mediados de 2025, volviendo a ser transmitido en ITV2. La primera temporada tuvo 10 episodios y de 30 minutos de duración, seguido de un especial de Navidad. Debido a la popularidad, el tiempo de ejecución se amplió a 45 minutos y se renovó por un año más al aire. El 22 de mayo de 2011, la serie ganó el Premio del Público en los Premios BAFTA 2011.
El 13 de marzo de 2016, ITVBe emitió un documental único presentado por el exmiembro del elenco Mark Wright, que analiza la historia del programa. El 28 de febrero de 2017, con el anuncio del reparto de la vigésima temporada, se confirmó que en lugar de las habituales tres temporadas por año, ITVBe solo emitiría dos, pero con más episodios.

## Producción
El programa se filmó inicialmente con solo unos días de anticipación y ha sido narrado por Denise van Outen desde su inicio. La primera temporada duró cuatro semanas y se transmitió todos los miércoles y domingos. El programa ha sido descrito por el Daily Mirror como la respuesta británica a The Hills y Jersey Shore . La segunda temporada comenzó el 20 de marzo de 2011, una vez más al aire todos los miércoles y domingos, pero con episodios de mayor duración, también vio la partida del miembro del reparto original Amy Childs. La serie regresó para una tercera serie el 25 de septiembre de 2011 y fue la última serie en presentar a dos de los miembros originales del elenco, Mark Wright, cuya partida se vio en el episodio final, mientras que Kirk Norcross partió fuera de la pantalla como Childs. El 2 de diciembre de 2011, se reveló que muchos miembros del elenco no regresarían para la cuarta temporada en 2012, pero aparecerían en el Especial de Navidad de 2011. La cuarta temporada comenzó en enero de 2012.
Digital Spy informó que la serie se había renovado por otras cuatro temporadas de 10 episodios para 2012 después del Especial de Navidad.
El 20 de marzo de 2020, se anunció que el rodaje de la vigésima sexta temporada se había pospuesto debido al impacto de la pandemia de COVID-19 en la televisión . ITV dijo que la medida fue para garantizar la "seguridad del elenco y el equipo". Mientras estaba fuera del aire, se anunció que el programa regresaría más tarde con una serie extendida para el décimo aniversario del programa e incluiría el regreso de los antiguos miembros del elenco, además de volver a dos episodios por semana. El programa regresó para su vigésima séptima temporada el 14 de marzo de 2021, donde una vez más volvió a tener solo un episodio por semana. A pesar de que la filmación de esta serie tuvo lugar durante un confinamiento nacional, algunos restaurantes y lugares que esteban cerrados abrieron especialmente para el programa.
Dos meses después de que se emitiera la vigésimo séptima temporada, el equipo de producción anunció que el elenco se enfrentaría a una revisión, y varios miembros del elenco habían sido despedidos. Describieron el cambio como una evolución de la serie y explicaron que permitiría que el elenco restante apareciera más. También aseguraron a los miembros del elenco despedidos que podrían recibir asistencia social de ITV si fuera necesario y les agradecieron por aparecer en la serie.

## Temporadas
| Año  | Temporada    | Episodios | Espectadores | Canal |
| ---- | ------------ | --------- | ------------ | ----- |
| 2010 | Temporada 1  | 10        | 977,000      | ITV2  |
| 2011 | Temporada 2  | 14        | 1,466,000    | ITV2  |
| 2011 | Temporada 3  | 14        | 1,772,000    | ITV2  |
| 2012 | Temporada 4  | 10        | 1,518,000    | ITV2  |
| 2012 | Temporada 5  | 10        | 1,576,000    | ITV2  |
| 2012 | Temporada 6  | 10        | 1,267,000    | ITV2  |
| 2012 | Temporada 7  | 10        | 1,441,000    | ITV2  |
| 2013 | Temporada 8  | 12        | 1,379,000    | ITV2  |
| 2013 | Temporada 9  | 12        | 1,386,000    | ITV2  |
| 2013 | Temporada 10 | 12        | 1,379,000    | ITV2  |
| 2014 | Temporada 11 | 12        | 1,491,000    | ITV2  |
| 2014 | Temporada 12 | 12        | 1,581,000    | ITV2  |
| 2014 | Temporada 13 | 11        | 1,092,000    | ITVBe |
| 2015 | Temporada 14 | 13        | 992,000      | ITVBe |
| 2015 | Temporada 15 | 12        | 910,000      | ITVBe |
| 2015 | Temporada 16 | 12        | 1,069,000    | ITVBe |
| 2016 | Temporada 17 | 14        | 1,123,000    | ITVBe |
| 2016 | Temporada 18 | 10        | 1,056,000    | ITVBe |
| 2016 | Temporada 19 | 10        | 1,044,000    | ITVBe |
| 2017 | Temporada 20 | 18        | 1,047,000    | ITVBe |
| 2017 | Temporada 21 | 18        | 898,000      | ITVBe |
| 2018 | Temporada 22 | 10        | 996,000      | ITVBe |
| 2018 | Temporada 23 | 11        | 1,112,000    | ITVBe |
| 2019 | Temporada 24 | 11        | 956,000      | ITVBe |
| 2019 | Temporada 25 | 11        | 991,000      | ITVBe |
| 2020 | Temporada 26 | 18        | 746,000      | ITVBe |
| 2021 | Temporada 27 | 11        | 575,000      | ITVBe |
| 2021 | Temporada 28 | 10        | 401,000      | ITVBe |
| 2022 | Temporada 29 | 11        | 600,000      | ITVBe |
| 2023 | Temporada 30 | 10        | 125,000      | ITVBe |
| 2023 | Temporada 31 | 11        | –            | ITVBe |
| 2024 | Temporada 32 | 11        | –            | ITVBe |
| 2024 | Temporada 33 | 11        | 425,000      | ITVBe |
| 2025 | Temporada 34 | 11        | –            | ITVBe |
| –    | Temporada 35 | –         | –            | ITV2  |

### Temporada 1 (2010)
La primera temporada se estrenó el 10 de octubre de 2010, y presentó a los miembros del reparto Amy Childs, Billie Faiers, Sam Faiers, Harry Derbidge, James "Arg" Argent, Jess Wright y Mark Wright, Kirk Norcross, Lauren Goodger, Lauren Pope, Lucy Mecklenburgh, Lydia Bright, Maria Fowler y Patricia Brooker.  y la única temporada que presenta a Candy Jacobs y Michael Woods.  

### Temporada 2 (2011)
La segunda temporada se estrenó el 20 de marzo de 2011. Fue la primera en incluir a a Carol Wright, Chloe Sims, Debbie Douglas, Frankie Essex, Gemma Collins, Joey Essex, Mick Norcross y Nicola Goodger, e incluyó brevemente a Leah Wright, la prima de Mark y Jess Wright, antes de que regresara más tarde en la novena temporada.  

### Temporada 3 (2011)
La tercera temporada comenzó a transmitirse el 25 de septiembre de 2011 e incluye a Billi Mucklow, Cara Kilbey, Mario Falcone, Peri Sinclair, los gemelos Dino y Georgio Georgiades e incluyó brevemente a Mark Wright Snr, el padre de Mark y Jess Wright, antes de que regresara más tarde para la sexta temporada. Es la última serie que incluye a Harry Derbidge, Kirk Norcross, Maria Fowler y Mark Wright. 

### Temporada 4 (2012)
La cuarta temporada comenzó a transmitirse el 29 de enero de 2012. Durante la temporada se presentó a Bobby Cole Norris, Charlie King, Chris  Drake, Georgina Dorsett, James Bennewith, Ricky Rayment y Tom Kilbey, y fue la última en presentar a los gemelos Georgiades, Peri Sinclair, y Nicola Goodger.  

### Temporada 5 (2012)
La quinta temporada comenzó a transmitirse el 15 de abril de 2012 y concluyó el 27 de mayo de 2012 después de diez episodios. Un episodio titulado "The Only Way Is Marbs" se emitió el 13 de junio de 2012. Se mostró a los nuevos miembros del reparto Danni Park-Dempsey, Tom Pearce y Joan Collins, quien es la madre de Gemma Collins.

### Temporada 6 (2012)
La sexta temporada comenzó a transmitirse el 22 de julio de 2012 y concluyó el 22 de agosto de 2012 después de diez episodios. Incluye nuevos miembros del reparto, entre ellos Darrell Privett, Jamie Reed, quien luego regresó para dos cameos durante la octava temporada. También incluyó un breve aparición del miembro del elenco original Mark Wright. Su padre, Mark Wright senior, también regresó a la serie después de haber aparecido brevemente en la tercera temporada. Esta fue la última serie que presentó a Lauren Goodger hasta su regreso durante el especial de la decimosexta temportada The Only Way Is Essexmas en 2015. 

### Temporada 7 (2012)
La séptima temporada se estrenó el 30 de septiembre de 2012. incluye por primera vez a los hermanos Jasmin y Danny Walia. También contó con el regreso del miembro del elenco original Kirk Norcross tras su partida al final de la tercera temporada, así como de Mark Wright , quien regresó para el especial de Essexmas. La serie también contó con muchas salidas del elenco, incluidos Cara y Tom Kilbey, y Lydia Bright.

### Temporada 8 (2013)
La octava temporada se estrenó el 24 de febrero de 2013. Vio la salida de numerosos miembros del reparto de apoyo y presentó nuevos miembros del reparto de apoyo: Abi Clarke, Dan Osborne y James Lock. El 7 de marzo de 2013, la miembro del reparto Lucy Mecklenburgh confirmó a través de su cuenta de Twitter que Amy y Sally Broadbent habían sido utilizadas por el programa pero las escenas donde aparecían habían sido eliminadas. El 8 de marzo de 2013, Mick Norcross anunció su salida del programa. y más tarde Kirk Norcross por segunda vez después de anunciar en Twitter que había dejado el programa. El miembro del reparto Debbie Douglas también anunció su salida del programa en el mismo mes de marzo.

### Temporada 9 (2013)
La novena temporada comenzó a transmitirse el 2 de junio de 2013  e incluyó el episodio número 100.  Esta fue la primera serie no presentar tanto a Mick Norcross y a Debbie Douglas después de su salida del programa durante la temporada anterior. La temporada comenzó con dos especiales de The Only Way Is Marbs. Se presenta a los nuevos miembros del reparto incorporaron Charlie Sims y Ferne McCann. 

### Temporada 10 (2013)
La décima temporada fue confirmada el 10 de julio de 2013 por el miembro del elenco Bobby-Cole Norris en Twitter. Comenzó a transmitirse el 6 de octubre de 2013 con dos especiales de The Only Way Is Vegas. Presenta la salida de Lucy Mecklenburgh al inicio de la serie así como a Joey Essex al final de esta. También marcó la llegada de los nuevos miembros del repartos Lewis Bloor, Danni Armstrong y Elliott Wright, primo Mark y Jess Wright.

### Temporada 11 (2014)
La decimoprimera temporada se confirmó el 30 de enero de 2014 cuando se anunció que el programa había sido renovado por tres temporadas más. Se estrenó el 23 de febrero de 2014 con un especial de 60 minutos, seguido de otros 11 episodios. Incluye el regreso  de Lydia Bright y Leah Wright, así como la anexión de Georgia Kousoulou, Grace Andrews y Fran Parman. 

### Temporada 12 (2014)
La decimosegunda temporada comenzó el 22 de junio de 2014 y con dos especiales de The Only Way Is Marbs. Fue la última temporada en aparecer en ITV2 antes de mudarse a ITVBe más tarde ese año. Es la primera temporada en incluir a un solo nuevo miembro del reparto, Vas Morgan.

### Temporada 13 (2014)
La decimotercera temporada se estrenó el 8 de octubre de 2014 con dos especiales de The Only Way Is Ibiza. Es la primera serie que aparece en el nuevo canal ITVBe de ITV. Presenta por primera vez a George Harrison y Tommy Mallet.

### Temporada 14 (2015)
La decimocuarta temporada se confirmó el 26 de noviembre de 2014, cuando se anunció la renovación del programa por al menos dos temporadas más. Se estrenó el 22 de febrero de 2015, y fue seguida inmediatamente por un especial único titulado "TOWIE: All Back to Essex" presentado por el miembro del reparto original Mark Wright. Fue la primera temporada en incluir a los nuevos miembros del reparto Dan Edgar, Jake Hall y Chloe Lewis, y la última en presentar a Charlie Sims, Dan Osborne, Jasmin Walia, Leah Wright y Ricky Rayment. Frankie Essex hizo un breve regreso.

### Temporada 15 (2015)
La decimoquinta temporada se estrenó el 14 de junio de 2015 con dos especiales filmados en Marbella. Después del estreno, se publicó otro especial titulado "TOWIE: All Back to Essex" presentado por Mark Wright. Se confirmó que ITV había renovado el programa por otras seis temporadas, llevándolo hasta la vigesimoprimera temporada. Antes del estreno de la decimoquinta temporada  se anunció que el miembro del elenco Ricky Rayment había tomado un breve descanso del programa, pero volvería en un futuro, sin embargo, no regresó. También se confirmó que Mario Falcone había sido suspendido del programa por segunda vez, esta vez luego de promocionar pastillas para adelgazar en las redes sociales, aunque regresó durante el cuarto episodio. y la primera en incluir al nuevo miembro del reparto, Pete Wicks.

### Temporada 16 (2015)
La decimosexta temporada se estrenó el 4 de octubre de 2015 con dos especiales filmados en Marbella. seguido de un especial titulado "TOWIE: All Back to Essex", presentado por Mark Wright. Antes del estreno, se anunció que sería la temporada final de la miembro del reparto Lauren Pope, quien renunció a la mitad de las filmaciones, incluye por primera vez a Kate Wright, Liam Blackwell, Mike Hassini y Nicole Bass de . Jess Wright y Ferne McCann, anunciaron su salida del programa antes de la decimoséptima temporada. Esta fue también la serie final que incluyó a Patricia "Nanny Pat" Brooker después de su muerte. Un especial navideño del programa se emitió el 16 de diciembre de 2015 y contó con el breve regreso de los exmiembros del elenco Gemma Collins, Lauren Goodger y Mario Falcone.

### Temporada 17 (2016)
La decimoséptima temporada se estrenó el 28 de febrero de 2016. Jess Wright, miembro del reparto original no regresó al programa después de la decimosexta temporada. La decimoséptima temporada fue la primera temporada en incluir a los nuevos miembros del reparto,Chloe Meadows, Courtney Green, y Chris y Jon Clark. Jon apareció anteriormente en Love Island Reino Unido de ITV2. Esta serie también contó con el episodio 200 del programa. El 9 de marzo de 2016, se anunció que la ex estrella de Ex on the Beach Reino Unido y Celebrity Big Brother Reino Unido, Megan McKenna, se unió al elenco y haría su debut durante el episodio 200. Sin embargo, Megan previamente hizo una breve aparición en el primer especial de Essexmas en 2010. Ferne McCann confirmó que tomaría un descanso del espectáculo, pero volvería. Se anunció antes del estreno de decimoctava temporada  que el miembro del elenco Jake Hall había dejado el programa

### Temporada 18 (2016)
La decimoctava temporada comenzó a transmitirse el 17 de julio de 2016  con un especial titulado The Only Way is Mallorca. Se mostró brevemente a Jess Wright quién a pesar de abandonar el programa al final de la decimosexta temporada. También fue la primera serie que no incluyó al miembro del elenco de larga duración Lewis Bloor, quien renunció durante la serie anterior. Las nuevas miembros del elenco, Amber Dowding, Milly McKennay y Tanya McKenna se unieron al programa. Esta fue la temporada final de Billie Faiers.

### Temporada 19 (2016)
La decimonovena temporada se estrenó el 9 de octubre de 2016 con un especial titulado The Only Way is Marbs. Incluye las primeras apariciones de los nuevos miembros del reparto Ben Shenel y Ercan Ramadan. Mario Falcone y Frankie Essex realizaron un breve regreso durante el episodio final de la serie. El miembro del elenco original James Argent estuvo ausente durante la segunda mitad de la serie, y regresó en la vigesimoprimer temporada. Danni Armstrong anunció su retiro durante los especiales de Essexmas.

### Temporada 20 (2017)
La vigésima temporada del programa se estrenó el 5 de marzo de 2017, siendo filmada en Tenerife, y concluyó el 3 de mayo de 2017 después de dieciocho episodios, lo que la convierte en la serie más larga hasta la fecha. Se anunció el regreso de Jamie Reed y Charlie King regresarían. Lauren Pope y Fran Parman hicieron una breve aparición durante el episodio final. Esta fue la primera serie en incluir nuevos miembros del reparto, Amber Turner, Myles Barnett, Yazmin Oukhellou, Jack Rigden, Jordan Brook y Jade Lewis. Esta fue la última temporada en incluir a los miembros del elenco Ben Shenel y Ercan Ramadan, así como a Kate Wright, quien anunció su partida antes del episodio final.

### Temporada 21 (2017)
La vigésima  primera temporada se estrenó el 10 de septiembre de 2017 y fue filmada en Marbella, España. James Argent regresó al programa. También se confirmó que después de hacer breves apariciones durante la temporada anterior, Lauren Pope y Mario Falcone regresarían a tiempo completo, al igual que Vas J Morgan, también se reveló que Mike Hassini regresaría después de su última aparición en la decimoctava temporada. El exmiembro del elenco Elliott Wright apareció durante el segundo episodio. Esta fue también la primera vez en incluir nuevos miembros del reparto Ruby Lacey y Taylor Barnett. Durante la transmisión del programa se anunció la salida de Carol Wright. La exmiembro del elenco Danielle Armstrong también hizo un breve regreso.

### Temporada 22 (2018)
La vigésima segunda se confirmó el 21 de diciembre de 2017, cuando se anunció que se había renovado el programa por dos temporadas para 2018. También se confirmó que solo se emitirá un episodio por semana, a diferencia de las series anteriores que se emitían dos veces por semana. La temporada comenzó el 25 de marzo de 2018 mostrando al reparto rumbo a Barcelona. Se anunció el despido de varios miembros del reparto, incluidos Chris Clark, Amber Dowding, Vas Morgan, Mike Hassini, Jordan Brooks, Jack Rigden, Taylor Barnett y Ruby Lacey. Además de esto, Mario Falcone y Megan McKenna también confirmaron que no regresarían al programa. Los nuevos miembros del reparto de esta serie incluyen a Dean Ralph y Jordan Wright, quienes aparecieron anteriormente en la séptima temporada de Ex on the Beach Reino Unido, así como Clelia Theodorou y Shelby Tribble. El hermano de Yazmin, Adam Oukhellou, también se unió al elenco a mitad de la serie. Antes de esto, Adam apareció en la sexta temporada de Ex on the Beach Reino Unido. Esta fue la última temporada que presentó a James Argent, quién por segunda vez anunció que se tomaría un descanso aunque nunca volvió.

### Temporada 23 (2018)
La vigésima tercera temporada comenzó a transmitirse el 2 de septiembre de 2018. Los nuevos miembros del reparto incluyen a Saffron Lempriere y Sam Mucklow, hermano del exmiembro del reparto Billi Mucklow. La ex concursante de Love Island Reino Unido, Kady McDermott, también hizo su debu, así como Demi Sims, la hermana de Chloe Sims. Después del final de temporada, se anunció que este sería el primer año sin un especial de Navidad desde que comenzó el programa en 2010.

### Temporada 24 (2019)
La vigésima cuarta temporada se estrenó el 17 de marzo de 2019 con un episodio especial mientras el elenco visitaba Tailandia. Antes de la serie, se anunció que una gran cantidad de miembros del elenco habían abandonado mientras que otros habían sido expulsados del programa. Estos incluyen a Adam Oukhello, Chloe Lewis, Chris y Jon Clark, Dean Ralph, James Argent, Jordan Wright y Myles Barnett. La miembro original del reparto Lauren Pope también abandonó el programa antes del lanzamiento, a pesar de aparecer en imágenes promocionales. Los nuevos miembros del reparto que los reemplazaron fueron Chloe.y Clare Brockett, Chloe Ross, Ella Wise, Harry Lee, Jayden Beales, Joey Turner, Kelsey Stratford y Tom McDonnell. 

### Temporada 25 (2019)
La vigésimo quinta comenzó a transmitirse el 1 de septiembre de 2019, y concluyó el 10 de noviembre de 2019 después de 11 episodios. El primer episodio de la serie marca el episodio 300 en general del programa. Se anunció que Olivia Attwood de Love Island Reino Unido, se había unido al elenco. Frankie Sims y Matt Snape también se unieron al elenco.  Esta serie también contó con apariciones únicas de los exmiembros del elenco Charlie Sims, Danni Armstrong, Elliott Wright y Vas Morgan.  En octubre de 2019, se anunció que Sam Mucklow y Shelby Tribble habían abandonado la serie. Durante el episodio final, se confirmó que un especial de "The Only Way Is Essexmas" regresaría después de no haberse emitido el año anterior.

### Temporada 26 (2020)
La vigésimo sexta comenzó a transmitirse el 13 de septiembre de 2020. Esta temporada debía emitirse a principios de año, pero en marzo de 2020 se anunció que la filmación se había pospuesto debido a la pandemia de COVID-19 en el Reino Unido. Mientras estaba fuera del aire, se anunció que el programa regresaría más adelante y volvería a emitir dos episodios por semana, la filmación se llevaría a cabo con distanciamiento social para proteger al elenco y al equipo. Antes de la serie, se anunció que las escenas que incluían a Chloe Ross y Jayden Beales habían sido eliminadas. También se confirmó el regreso de la miembro del reparto original Amy Childs, al igual que Fran Parman, Harry Derbidge y Nicole Bass. El noveno episodio, que se emitió el 11 de octubre de 2020, se amplió y presentó una serie de flashbacks, así como apariciones únicas de exmiembros del reparto, incluidos Danni Armstrong, Elliott Wright, Frankie Essex y Mario Falcone.
Antes del estreno, el programa celebró su décimo aniversario con un episodio especial transmitido el 6 de septiembre de 2020 titulado "TOWIE Turns 10: All Back to Essex".  Además de esto, una serie derivada titulada "The Towie Years" se emitió durante diez episodios durante cinco semanas a partir del 10 de octubre de 2020.

### Temporada 27 (2021)
La vigésima séptima temporada se estrenó el 14 de marzo de 2021. El programa volvió a transmitir un episodio por semana y, al igual que la serie anterior, se filmó con medidas de distanciamiento social para proteger tanto al elenco como al equipo del coronavirus. A pesar de que la filmación de esta serie tuvo lugar durante un confinamiento nacional, algunos restaurantes y lugares que esteban cerrados abrieron especialmente para el programa. Antes del estreno, se anunció que el miembro del reparto Yazmin Oukhellou había dejado el programa. Dani Imbert, Rem Larue, y Roman Hackett se unieron al elenco. También muestra las salidas así como las salidas de Georgia Kousoulou, Tommy Mallet y Joey Turner.

### Temporada 28 (2021)
La vigésimo octava temporada se estrenó el 12 de septiembre de 2021. Otros dos episodios especiales de "Essexmas" se emitieron el 15 y 16 de diciembre. Se anunció que el programa tendría algunos cambios, incluido el despido de varios miembros del elenco para centrarse en un grupo más pequeño y permitir más tiempo para filmar su vida real, como sus lazos entre familiares y amigos. Los miembros del reparto que confirmaron que no regresarían fueron Chloe Meadows, Clelia Theodorou, Courtney Green, Ella Wise, Harry Derbidge, Harry Lee, Kelsey Stratford, Nicole Bass, Rem Larue y Tom McDonnell. Bobby Cole Norris anunció que había dejado la serie. Yaz Oukhellou regresó  durante el estreno. A pesar de haber sido eliminados del programa, Chloe Meadows, Courtney Green, Ella Wise y Harry Derbidge hicieron breves apariciones como invitados a lo largo de la serie, junto a Frankie Essex, Georgia Kousoulou, Tommy Mallet y Nikki Blackwell, quienes también hicieron pequeñas apariciones. La serie incluyó a los nuevos miembros del elenco Angel Bo-Stanley y Bill Delbosq.

### Temporada 29 (2022)
La vigésima novena temporada se estrenó el 21 de agosto de 2022, y por razones desconocidas se anunció como la trigésima temporada. La filmación de la serie comenzó en junio de 2022 y estaba programada para comenzar meses anterior, pero debido al impacto de la pandemia de COVID-19 en la televisión, se pospuso. Por primera vez en la historia del programa, la serie se filmó en su totalidad antes de que comenzara a transmitirse, en lugar de filmarse días antes de la transmisión, el rodaje finalizó el 18 de agosto de 2022 con un episodio rodado en Hythe, Kent, que se centró en una fiesta para los miembros del elenco. Lime Pictures, la productora del programa, reclutó extras para aparecer en el fondo del episodio. La temporada contó con dos episodios filmados en República Dominicana. Elma Pazar, Hannah Voyan, Junaid Ahmed y Mia Sully se unieron al elenco. Jordan Brook regresó durante la serie.
Nueve de los miembros del elenco que habían aparecido en los episodios de República Dominicana fueron expulsados durante su vuelo de regreso al Reino Unido y fueron recibidos por agentes de policía, ya que se habían negado a usar cubre bocas y estaban fumando a en pleno vuelo. Fue la primera temporada en no contar con Chloe Sims así como sus hermanas Demi y Frankie Sims, quienes renunciaron poco antes de que comenzara la filmación. Courtney Green y Chloe Meadows fueron promovidas nuevamente a miembros del elenco de tiempo completo después de haber sido despedidas después de la vigésima séptima temporada .

### Temporada 30 (2023)
La trigésima temporada se estrenó el 26 de marzo de 2023. El rodaje comenzó en enero de 2023, con varios escenarios ambientados en Tailandia.
Pete Wicks anunció su salida del programa después de 8 años. Yaz Oukhellou también abandonó la serie después de verse involucrada en un accidente automovilístico que resultó en la muerte de su novio, Jake McLean. Mia Sully y Hannah Voyan, quienes hicieron su debut en la temporada anterior, tampoco regresaron después de, supuestamente, ser expulsadas del programa. Sophie Kasaei se unió al elenco como la novia de Jordan Brook.

### Temporada 31 (2023)
La trigésima primera temporada comenzó a transmitirse el 3 de septiembre de 2023. El rodaje comenzó en agosto de 2023. Document la presentación de los gemelos de Amy Childs después de que ella dio a luz en abril de 2023. Se informó que Chloe Brockett había sido suspendida de la serie después de un incidente con Roman Hackett. Tommy Mallet regresó al programa después de ser visto filmando. Bianca Gascoigne se unió al elenco.

### Temporada 32 (2024)
La trigésima segunda temporada se estrenó el 24 de marzo de 2024. El rodaje  comenzó en febrero de 2024, con varios episodios ambientados en Bali. Chloe Brockett anunció mediante un comunicado en el que declaró que había decidido "retirarse de The Only Way Is Essex ".  Presenta el regreso de Lauren Goodger, miembro del elenco original.

### Temporada 33 (2024)
La trigésima tercera temporada  se estrenó el 25 de agosto de 2024. El rodaje comenzó en julio de 2024, y el primer episodio se filmó en Chipre. Todos los miembros del elenco de la temporada anterior regresaron para esta. Sammy Root, ganador de la décima temporada de Love Island, se unió al elenco. Frankie y Demi Sims también regresaron en el último episodio.

### Temporada 34 (2025)
La trigésima cuarta comenzó a emitirse el 23 de febrero de 2025. La filmación comenzó en enero de 2025 y varios de los episodios se filmaron en Bali. Todos los miembros del elenco de la temporada anterior regresaron. La participante de Love Island , Matilda Draper, se unió al elenco. Esta es la última temporada en ser transmitida en ITVBe antes de regresar a ITV2 para la trigésima quinta.

## Reparto

#### Línea de tiempo
| Miembros del reparto          | Temporadas | Temporadas | Temporadas | Temporadas | Temporadas | Temporadas | Temporadas | Temporadas | Temporadas | Temporadas | Temporadas | Temporadas | Temporadas | Temporadas | Temporadas | Temporadas | Temporadas | Temporadas | Temporadas | Temporadas | Temporadas | Temporadas | Temporadas | Temporadas | Temporadas | Temporadas | Temporadas | Temporadas | Temporadas | Temporadas | Temporadas | Temporadas | Temporadas | Temporadas |
| Miembros del reparto          | 1          | 2          | 3          | 4          | 5          | 6          | 7          | 8          | 9          | 10         | 11         | 12         | 13         | 14         | 15         | 16         | 17         | 18         | 19         | 20         | 21         | 22         | 23         | 24         | 25         | 26         | 27         | 28         | 29         | 30         | 31         | 32         | 33         | 34         |
| ----------------------------- | ---------- | ---------- | ---------- | ---------- | ---------- | ---------- | ---------- | ---------- | ---------- | ---------- | ---------- | ---------- | ---------- | ---------- | ---------- | ---------- | ---------- | ---------- | ---------- | ---------- | ---------- | ---------- | ---------- | ---------- | ---------- | ---------- | ---------- | ---------- | ---------- | ---------- | ---------- | ---------- | ---------- | ---------- |
| Amy Childs                    |            |            |            |            |            |            |            |            |            |            |            |            |            |            |            |            |            |            |            |            |            |            |            |            |            |            |            |            |            |            |            |            |            |            |
| Harry Derbidge                |            |            |            |            |            |            |            |            |            |            |            |            |            |            |            |            |            |            |            |            |            |            |            |            |            |            |            |            |            |            |            |            |            |            |
| Lauren Goodger                |            |            |            |            |            |            |            |            |            |            |            |            |            |            |            |            |            |            |            |            |            |            |            |            |            |            |            |            |            |            |            |            |            |            |
| James "Diags" Bennewith       |            |            |            |            |            |            |            |            |            |            |            |            |            |            |            |            |            |            |            |            |            |            |            |            |            |            |            |            |            |            |            |            |            |            |
| Dan Edgar                     |            |            |            |            |            |            |            |            |            |            |            |            |            |            |            |            |            |            |            |            |            |            |            |            |            |            |            |            |            |            |            |            |            |            |
| Chloe Meadows                 |            |            |            |            |            |            |            |            |            |            |            |            |            |            |            |            |            |            |            |            |            |            |            |            |            |            |            |            |            |            |            |            |            |            |
| Courtney Green                |            |            |            |            |            |            |            |            |            |            |            |            |            |            |            |            |            |            |            |            |            |            |            |            |            |            |            |            |            |            |            |            |            |            |
| Amber Turner                  |            |            |            |            |            |            |            |            |            |            |            |            |            |            |            |            |            |            |            |            |            |            |            |            |            |            |            |            |            |            |            |            |            |            |
| Jordan Brook                  |            |            |            |            |            |            |            |            |            |            |            |            |            |            |            |            |            |            |            |            |            |            |            |            |            |            |            |            |            |            |            |            |            |            |
| Saffron Lempriere             |            |            |            |            |            |            |            |            |            |            |            |            |            |            |            |            |            |            |            |            |            |            |            |            |            |            |            |            |            |            |            |            |            |            |
| Ella Wise                     |            |            |            |            |            |            |            |            |            |            |            |            |            |            |            |            |            |            |            |            |            |            |            |            |            |            |            |            |            |            |            |            |            |            |
| Dani Imbert                   |            |            |            |            |            |            |            |            |            |            |            |            |            |            |            |            |            |            |            |            |            |            |            |            |            |            |            |            |            |            |            |            |            |            |
| Roman Hackett                 |            |            |            |            |            |            |            |            |            |            |            |            |            |            |            |            |            |            |            |            |            |            |            |            |            |            |            |            |            |            |            |            |            |            |
| Bill Delbosq                  |            |            |            |            |            |            |            |            |            |            |            |            |            |            |            |            |            |            |            |            |            |            |            |            |            |            |            |            |            |            |            |            |            |            |
| Elma Pazar                    |            |            |            |            |            |            |            |            |            |            |            |            |            |            |            |            |            |            |            |            |            |            |            |            |            |            |            |            |            |            |            |            |            |            |
| Junaid Ahmed                  |            |            |            |            |            |            |            |            |            |            |            |            |            |            |            |            |            |            |            |            |            |            |            |            |            |            |            |            |            |            |            |            |            |            |
| Sophie Kasaei                 |            |            |            |            |            |            |            |            |            |            |            |            |            |            |            |            |            |            |            |            |            |            |            |            |            |            |            |            |            |            |            |            |            |            |
| Jodie Wells                   |            |            |            |            |            |            |            |            |            |            |            |            |            |            |            |            |            |            |            |            |            |            |            |            |            |            |            |            |            |            |            |            |            |            |
| Joe Blackman                  |            |            |            |            |            |            |            |            |            |            |            |            |            |            |            |            |            |            |            |            |            |            |            |            |            |            |            |            |            |            |            |            |            |            |
| Becks Bloomberg               |            |            |            |            |            |            |            |            |            |            |            |            |            |            |            |            |            |            |            |            |            |            |            |            |            |            |            |            |            |            |            |            |            |            |
| Freddie Bentley               |            |            |            |            |            |            |            |            |            |            |            |            |            |            |            |            |            |            |            |            |            |            |            |            |            |            |            |            |            |            |            |            |            |            |
| Livvy Jay                     |            |            |            |            |            |            |            |            |            |            |            |            |            |            |            |            |            |            |            |            |            |            |            |            |            |            |            |            |            |            |            |            |            |            |
| Sammy Root                    |            |            |            |            |            |            |            |            |            |            |            |            |            |            |            |            |            |            |            |            |            |            |            |            |            |            |            |            |            |            |            |            |            |            |
| Matilda Draper                |            |            |            |            |            |            |            |            |            |            |            |            |            |            |            |            |            |            |            |            |            |            |            |            |            |            |            |            |            |            |            |            |            |            |
| Antiguos miembros del reparto |            |            |            |            |            |            |            |            |            |            |            |            |            |            |            |            |            |            |            |            |            |            |            |            |            |            |            |            |            |            |            |            |            |            |
|                               | 1          | 2          | 3          | 4          | 5          | 6          | 7          | 8          | 9          | 10         | 11         | 12         | 13         | 14         | 15         | 16         | 17         | 18         | 19         | 20         | 21         | 22         | 23         | 24         | 25         | 26         | 27         | 28         | 29         | 30         | 31         | 32         | 33         | 34         |
| James "Arg" Argent            |            |            |            |            |            |            |            |            |            |            |            |            |            |            |            |            |            |            |            |            |            |            |            |            |            |            |            |            |            |            |            |            |            |            |
| Lauren Pope                   |            |            |            |            |            |            |            |            |            |            |            |            |            |            |            |            |            |            |            |            |            |            |            |            |            |            |            |            |            |            |            |            |            |            |
| Billie Faiers                 |            |            |            |            |            |            |            |            |            |            |            |            |            |            |            |            |            |            |            |            |            |            |            |            |            |            |            |            |            |            |            |            |            |            |
| Lydia Bright                  |            |            |            |            |            |            |            |            |            |            |            |            |            |            |            |            |            |            |            |            |            |            |            |            |            |            |            |            |            |            |            |            |            |            |
| Jess Wright                   |            |            |            |            |            |            |            |            |            |            |            |            |            |            |            |            |            |            |            |            |            |            |            |            |            |            |            |            |            |            |            |            |            |            |
| Patricia "Nanny Pat" Brooker  |            |            |            |            |            |            |            |            |            |            |            |            |            |            |            |            |            |            |            |            |            |            |            |            |            |            |            |            |            |            |            |            |            |            |
| Sam Faiers                    |            |            |            |            |            |            |            |            |            |            |            |            |            |            |            |            |            |            |            |            |            |            |            |            |            |            |            |            |            |            |            |            |            |            |
| Lucy Mecklenburgh             |            |            |            |            |            |            |            |            |            |            |            |            |            |            |            |            |            |            |            |            |            |            |            |            |            |            |            |            |            |            |            |            |            |            |
| Kirk Norcross                 |            |            |            |            |            |            |            |            |            |            |            |            |            |            |            |            |            |            |            |            |            |            |            |            |            |            |            |            |            |            |            |            |            |            |
| Mark Wright                   |            |            |            |            |            |            |            |            |            |            |            |            |            |            |            |            |            |            |            |            |            |            |            |            |            |            |            |            |            |            |            |            |            |            |
| Maria Fowler                  |            |            |            |            |            |            |            |            |            |            |            |            |            |            |            |            |            |            |            |            |            |            |            |            |            |            |            |            |            |            |            |            |            |            |
| Michael Woods                 |            |            |            |            |            |            |            |            |            |            |            |            |            |            |            |            |            |            |            |            |            |            |            |            |            |            |            |            |            |            |            |            |            |            |
| Candy Jacobs                  |            |            |            |            |            |            |            |            |            |            |            |            |            |            |            |            |            |            |            |            |            |            |            |            |            |            |            |            |            |            |            |            |            |            |
| Chloe Sims                    |            |            |            |            |            |            |            |            |            |            |            |            |            |            |            |            |            |            |            |            |            |            |            |            |            |            |            |            |            |            |            |            |            |            |
| Gemma Collins                 |            |            |            |            |            |            |            |            |            |            |            |            |            |            |            |            |            |            |            |            |            |            |            |            |            |            |            |            |            |            |            |            |            |            |
| Carol Wright                  |            |            |            |            |            |            |            |            |            |            |            |            |            |            |            |            |            |            |            |            |            |            |            |            |            |            |            |            |            |            |            |            |            |            |
| Debbie Douglas                |            |            |            |            |            |            |            |            |            |            |            |            |            |            |            |            |            |            |            |            |            |            |            |            |            |            |            |            |            |            |            |            |            |            |
| Frankie Essex                 |            |            |            |            |            |            |            |            |            |            |            |            |            |            |            |            |            |            |            |            |            |            |            |            |            |            |            |            |            |            |            |            |            |            |
| Joey Essex                    |            |            |            |            |            |            |            |            |            |            |            |            |            |            |            |            |            |            |            |            |            |            |            |            |            |            |            |            |            |            |            |            |            |            |
| Mick Norcross                 |            |            |            |            |            |            |            |            |            |            |            |            |            |            |            |            |            |            |            |            |            |            |            |            |            |            |            |            |            |            |            |            |            |            |
| Nicola Goodger                |            |            |            |            |            |            |            |            |            |            |            |            |            |            |            |            |            |            |            |            |            |            |            |            |            |            |            |            |            |            |            |            |            |            |
| Mario Falcone                 |            |            |            |            |            |            |            |            |            |            |            |            |            |            |            |            |            |            |            |            |            |            |            |            |            |            |            |            |            |            |            |            |            |            |
| Billi Mucklow                 |            |            |            |            |            |            |            |            |            |            |            |            |            |            |            |            |            |            |            |            |            |            |            |            |            |            |            |            |            |            |            |            |            |            |
| Cara Kilbey                   |            |            |            |            |            |            |            |            |            |            |            |            |            |            |            |            |            |            |            |            |            |            |            |            |            |            |            |            |            |            |            |            |            |            |
| Dino Georgiades               |            |            |            |            |            |            |            |            |            |            |            |            |            |            |            |            |            |            |            |            |            |            |            |            |            |            |            |            |            |            |            |            |            |            |
| Georgio Georgiades            |            |            |            |            |            |            |            |            |            |            |            |            |            |            |            |            |            |            |            |            |            |            |            |            |            |            |            |            |            |            |            |            |            |            |
| Peri Sinclair                 |            |            |            |            |            |            |            |            |            |            |            |            |            |            |            |            |            |            |            |            |            |            |            |            |            |            |            |            |            |            |            |            |            |            |
| Bobby Norris                  |            |            |            |            |            |            |            |            |            |            |            |            |            |            |            |            |            |            |            |            |            |            |            |            |            |            |            |            |            |            |            |            |            |            |
| Ricky Rayment                 |            |            |            |            |            |            |            |            |            |            |            |            |            |            |            |            |            |            |            |            |            |            |            |            |            |            |            |            |            |            |            |            |            |            |
| Charlie King                  |            |            |            |            |            |            |            |            |            |            |            |            |            |            |            |            |            |            |            |            |            |            |            |            |            |            |            |            |            |            |            |            |            |            |
| Chris "Little Chris" Drake    |            |            |            |            |            |            |            |            |            |            |            |            |            |            |            |            |            |            |            |            |            |            |            |            |            |            |            |            |            |            |            |            |            |            |
| Tom Kilbey                    |            |            |            |            |            |            |            |            |            |            |            |            |            |            |            |            |            |            |            |            |            |            |            |            |            |            |            |            |            |            |            |            |            |            |
| Georgina Dorsett              |            |            |            |            |            |            |            |            |            |            |            |            |            |            |            |            |            |            |            |            |            |            |            |            |            |            |            |            |            |            |            |            |            |            |
| Joan Collins                  |            |            |            |            |            |            |            |            |            |            |            |            |            |            |            |            |            |            |            |            |            |            |            |            |            |            |            |            |            |            |            |            |            |            |
| Tom Pearce                    |            |            |            |            |            |            |            |            |            |            |            |            |            |            |            |            |            |            |            |            |            |            |            |            |            |            |            |            |            |            |            |            |            |            |
| Danni Park-Dempsey            |            |            |            |            |            |            |            |            |            |            |            |            |            |            |            |            |            |            |            |            |            |            |            |            |            |            |            |            |            |            |            |            |            |            |
| Mark Snr.                     |            |            |            |            |            |            |            |            |            |            |            |            |            |            |            |            |            |            |            |            |            |            |            |            |            |            |            |            |            |            |            |            |            |            |
| Darrell Privett               |            |            |            |            |            |            |            |            |            |            |            |            |            |            |            |            |            |            |            |            |            |            |            |            |            |            |            |            |            |            |            |            |            |            |
| Jamie Reed                    |            |            |            |            |            |            |            |            |            |            |            |            |            |            |            |            |            |            |            |            |            |            |            |            |            |            |            |            |            |            |            |            |            |            |
| Jasmin Walia                  |            |            |            |            |            |            |            |            |            |            |            |            |            |            |            |            |            |            |            |            |            |            |            |            |            |            |            |            |            |            |            |            |            |            |
| Danny Walia                   |            |            |            |            |            |            |            |            |            |            |            |            |            |            |            |            |            |            |            |            |            |            |            |            |            |            |            |            |            |            |            |            |            |            |
| James "Lockie" Lock           |            |            |            |            |            |            |            |            |            |            |            |            |            |            |            |            |            |            |            |            |            |            |            |            |            |            |            |            |            |            |            |            |            |            |
| Dan Osborne                   |            |            |            |            |            |            |            |            |            |            |            |            |            |            |            |            |            |            |            |            |            |            |            |            |            |            |            |            |            |            |            |            |            |            |
| Abo Clarke                    |            |            |            |            |            |            |            |            |            |            |            |            |            |            |            |            |            |            |            |            |            |            |            |            |            |            |            |            |            |            |            |            |            |            |
| Jack Bennewith                |            |            |            |            |            |            |            |            |            |            |            |            |            |            |            |            |            |            |            |            |            |            |            |            |            |            |            |            |            |            |            |            |            |            |
| Ferne McCann                  |            |            |            |            |            |            |            |            |            |            |            |            |            |            |            |            |            |            |            |            |            |            |            |            |            |            |            |            |            |            |            |            |            |            |
| Charlie Sims                  |            |            |            |            |            |            |            |            |            |            |            |            |            |            |            |            |            |            |            |            |            |            |            |            |            |            |            |            |            |            |            |            |            |            |
| Leah Wright                   |            |            |            |            |            |            |            |            |            |            |            |            |            |            |            |            |            |            |            |            |            |            |            |            |            |            |            |            |            |            |            |            |            |            |
| Danielle "Danni" Armstrong    |            |            |            |            |            |            |            |            |            |            |            |            |            |            |            |            |            |            |            |            |            |            |            |            |            |            |            |            |            |            |            |            |            |            |
| Lewis Bloor                   |            |            |            |            |            |            |            |            |            |            |            |            |            |            |            |            |            |            |            |            |            |            |            |            |            |            |            |            |            |            |            |            |            |            |
| Elliott Wright                |            |            |            |            |            |            |            |            |            |            |            |            |            |            |            |            |            |            |            |            |            |            |            |            |            |            |            |            |            |            |            |            |            |            |
| Georgia Kousoulou             |            |            |            |            |            |            |            |            |            |            |            |            |            |            |            |            |            |            |            |            |            |            |            |            |            |            |            |            |            |            |            |            |            |            |
| Fran Parman                   |            |            |            |            |            |            |            |            |            |            |            |            |            |            |            |            |            |            |            |            |            |            |            |            |            |            |            |            |            |            |            |            |            |            |
| Grace Andrews                 |            |            |            |            |            |            |            |            |            |            |            |            |            |            |            |            |            |            |            |            |            |            |            |            |            |            |            |            |            |            |            |            |            |            |
| Vas J Morgan                  |            |            |            |            |            |            |            |            |            |            |            |            |            |            |            |            |            |            |            |            |            |            |            |            |            |            |            |            |            |            |            |            |            |            |
| Tommy Mallet                  |            |            |            |            |            |            |            |            |            |            |            |            |            |            |            |            |            |            |            |            |            |            |            |            |            |            |            |            |            |            |            |            |            |            |
| George Harrison               |            |            |            |            |            |            |            |            |            |            |            |            |            |            |            |            |            |            |            |            |            |            |            |            |            |            |            |            |            |            |            |            |            |            |
| Chloe Lewis                   |            |            |            |            |            |            |            |            |            |            |            |            |            |            |            |            |            |            |            |            |            |            |            |            |            |            |            |            |            |            |            |            |            |            |
| Jake Hall                     |            |            |            |            |            |            |            |            |            |            |            |            |            |            |            |            |            |            |            |            |            |            |            |            |            |            |            |            |            |            |            |            |            |            |
| Pete Wicks                    |            |            |            |            |            |            |            |            |            |            |            |            |            |            |            |            |            |            |            |            |            |            |            |            |            |            |            |            |            |            |            |            |            |            |
| Liam "Gatsby" Blackwell       |            |            |            |            |            |            |            |            |            |            |            |            |            |            |            |            |            |            |            |            |            |            |            |            |            |            |            |            |            |            |            |            |            |            |
| Kate Wright                   |            |            |            |            |            |            |            |            |            |            |            |            |            |            |            |            |            |            |            |            |            |            |            |            |            |            |            |            |            |            |            |            |            |            |
| Mike Hassini                  |            |            |            |            |            |            |            |            |            |            |            |            |            |            |            |            |            |            |            |            |            |            |            |            |            |            |            |            |            |            |            |            |            |            |
| Nicole Bass                   |            |            |            |            |            |            |            |            |            |            |            |            |            |            |            |            |            |            |            |            |            |            |            |            |            |            |            |            |            |            |            |            |            |            |
| Jon Clark                     |            |            |            |            |            |            |            |            |            |            |            |            |            |            |            |            |            |            |            |            |            |            |            |            |            |            |            |            |            |            |            |            |            |            |
| Nikki Blackwell               |            |            |            |            |            |            |            |            |            |            |            |            |            |            |            |            |            |            |            |            |            |            |            |            |            |            |            |            |            |            |            |            |            |            |
| Chris Clark                   |            |            |            |            |            |            |            |            |            |            |            |            |            |            |            |            |            |            |            |            |            |            |            |            |            |            |            |            |            |            |            |            |            |            |
| Megan McKenna                 |            |            |            |            |            |            |            |            |            |            |            |            |            |            |            |            |            |            |            |            |            |            |            |            |            |            |            |            |            |            |            |            |            |            |
| Amber Dowding                 |            |            |            |            |            |            |            |            |            |            |            |            |            |            |            |            |            |            |            |            |            |            |            |            |            |            |            |            |            |            |            |            |            |            |
| Tanya McKenna                 |            |            |            |            |            |            |            |            |            |            |            |            |            |            |            |            |            |            |            |            |            |            |            |            |            |            |            |            |            |            |            |            |            |            |
| Milly McKenna                 |            |            |            |            |            |            |            |            |            |            |            |            |            |            |            |            |            |            |            |            |            |            |            |            |            |            |            |            |            |            |            |            |            |            |
| Ben Shenel                    |            |            |            |            |            |            |            |            |            |            |            |            |            |            |            |            |            |            |            |            |            |            |            |            |            |            |            |            |            |            |            |            |            |            |
| Ercan Ramadan                 |            |            |            |            |            |            |            |            |            |            |            |            |            |            |            |            |            |            |            |            |            |            |            |            |            |            |            |            |            |            |            |            |            |            |
| Yaz Oukhellou                 |            |            |            |            |            |            |            |            |            |            |            |            |            |            |            |            |            |            |            |            |            |            |            |            |            |            |            |            |            |            |            |            |            |            |
| Myles Barnett                 |            |            |            |            |            |            |            |            |            |            |            |            |            |            |            |            |            |            |            |            |            |            |            |            |            |            |            |            |            |            |            |            |            |            |
| Jack Rigden                   |            |            |            |            |            |            |            |            |            |            |            |            |            |            |            |            |            |            |            |            |            |            |            |            |            |            |            |            |            |            |            |            |            |            |
| Ruby Lacey                    |            |            |            |            |            |            |            |            |            |            |            |            |            |            |            |            |            |            |            |            |            |            |            |            |            |            |            |            |            |            |            |            |            |            |
| Taylor Barnett                |            |            |            |            |            |            |            |            |            |            |            |            |            |            |            |            |            |            |            |            |            |            |            |            |            |            |            |            |            |            |            |            |            |            |
| Clelia Theodorou              |            |            |            |            |            |            |            |            |            |            |            |            |            |            |            |            |            |            |            |            |            |            |            |            |            |            |            |            |            |            |            |            |            |            |
| Shelby Tribble                |            |            |            |            |            |            |            |            |            |            |            |            |            |            |            |            |            |            |            |            |            |            |            |            |            |            |            |            |            |            |            |            |            |            |
| Adam Oukhellou                |            |            |            |            |            |            |            |            |            |            |            |            |            |            |            |            |            |            |            |            |            |            |            |            |            |            |            |            |            |            |            |            |            |            |
| Dean Ralph                    |            |            |            |            |            |            |            |            |            |            |            |            |            |            |            |            |            |            |            |            |            |            |            |            |            |            |            |            |            |            |            |            |            |            |
| Jordan Wright                 |            |            |            |            |            |            |            |            |            |            |            |            |            |            |            |            |            |            |            |            |            |            |            |            |            |            |            |            |            |            |            |            |            |            |
| Demi Sims                     |            |            |            |            |            |            |            |            |            |            |            |            |            |            |            |            |            |            |            |            |            |            |            |            |            |            |            |            |            |            |            |            |            |            |
| Sam Mucklow                   |            |            |            |            |            |            |            |            |            |            |            |            |            |            |            |            |            |            |            |            |            |            |            |            |            |            |            |            |            |            |            |            |            |            |
| Chloe Brockett                |            |            |            |            |            |            |            |            |            |            |            |            |            |            |            |            |            |            |            |            |            |            |            |            |            |            |            |            |            |            |            |            |            |            |
| Clare Brockett                |            |            |            |            |            |            |            |            |            |            |            |            |            |            |            |            |            |            |            |            |            |            |            |            |            |            |            |            |            |            |            |            |            |            |
| Harry Lee                     |            |            |            |            |            |            |            |            |            |            |            |            |            |            |            |            |            |            |            |            |            |            |            |            |            |            |            |            |            |            |            |            |            |            |
| Joey Turner                   |            |            |            |            |            |            |            |            |            |            |            |            |            |            |            |            |            |            |            |            |            |            |            |            |            |            |            |            |            |            |            |            |            |            |
| Kelsey Stratford              |            |            |            |            |            |            |            |            |            |            |            |            |            |            |            |            |            |            |            |            |            |            |            |            |            |            |            |            |            |            |            |            |            |            |
| Tom McDonnell                 |            |            |            |            |            |            |            |            |            |            |            |            |            |            |            |            |            |            |            |            |            |            |            |            |            |            |            |            |            |            |            |            |            |            |
| Chloe Ross                    |            |            |            |            |            |            |            |            |            |            |            |            |            |            |            |            |            |            |            |            |            |            |            |            |            |            |            |            |            |            |            |            |            |            |
| Jayden Beales                 |            |            |            |            |            |            |            |            |            |            |            |            |            |            |            |            |            |            |            |            |            |            |            |            |            |            |            |            |            |            |            |            |            |            |
| Frankie Sims                  |            |            |            |            |            |            |            |            |            |            |            |            |            |            |            |            |            |            |            |            |            |            |            |            |            |            |            |            |            |            |            |            |            |            |
| Matt Snape                    |            |            |            |            |            |            |            |            |            |            |            |            |            |            |            |            |            |            |            |            |            |            |            |            |            |            |            |            |            |            |            |            |            |            |
| Olivia Attwood                |            |            |            |            |            |            |            |            |            |            |            |            |            |            |            |            |            |            |            |            |            |            |            |            |            |            |            |            |            |            |            |            |            |            |
| Rem Larue                     |            |            |            |            |            |            |            |            |            |            |            |            |            |            |            |            |            |            |            |            |            |            |            |            |            |            |            |            |            |            |            |            |            |            |
| Angel Bo-Stanley              |            |            |            |            |            |            |            |            |            |            |            |            |            |            |            |            |            |            |            |            |            |            |            |            |            |            |            |            |            |            |            |            |            |            |
| Hannah Voyan                  |            |            |            |            |            |            |            |            |            |            |            |            |            |            |            |            |            |            |            |            |            |            |            |            |            |            |            |            |            |            |            |            |            |            |
| Mia Sully                     |            |            |            |            |            |            |            |            |            |            |            |            |            |            |            |            |            |            |            |            |            |            |            |            |            |            |            |            |            |            |            |            |            |            |

     = Miembro del reparto es acreditado como principal en esta temporada.
     = Miembro del reparto realizó apariciones especiales en esta temporada.
     = Miembro del reparto no aparece en esta temporada.

## Recepción
El género de la "telerrealidad con guión" ha atraído muchas críticas por su falta de autenticidad o, de hecho, por el engaño total.
El programa ha sido criticado por su representación negativa y estereotipada de Essex, y ha habido una serie de quejas ante ITV2 . Contribuyó a la popularidad de los chistes de machistas. Algunos residentes de Essex sintieron que no era una verdadera representación del área y de las personas que viven allí. Kirk Norcross respondió a esta crítica diciendo: "Todos somos de Essex, así que esto es Essex. No es actuar. No es como si tuvieran gente de Estados Unidos y dijeran: 'Bien, actúa como si supieras dónde está Essex'. Somos gente de Essex, así que lo que estás viendo es Essex".
En abril de 2011, se informó que el ganador de Big Brother Reino Unido 8, Brian Belo, tenía la intención de demandar a los creadores de The Only Way Is Essex, alegando que "le robaron la idea". Belo estaba en el piloto original del programa, titulado provisionalmente Totally Essex, junto con las estrellas actuales Mark Wright, Sam Faiers, Kirk Norcross y Amy Childs. Belo planeó demandar a su ex gerente y a Lime Productions, que hace el programa, por ganancias perdidas de hasta £ 100,000 por temporada.